# USS Tennessee (BB-43)
El USS Tennessee (BB-43) fue un acorazado de la Armada de los Estados Unidos, líder de su clase y tercer buque de la marina norteamericana en llevar el nombre del estado de Tennessee. Entró en servicio poco después del final de la Primera Guerra Mundial, en 1920. Durante la Segunda Guerra Mundial, en el teatro de guerra del Pacífico, fue dañado en el ataque japonés a Pearl Harbor el 7 de diciembre de 1941, pero fue reparado y modernizado. Así, participó en bombardeos de costa en las islas Aleutianas, Tarawa, las islas Marshall, Las Marianas, Filipinas, Iwo Jima y Okinawa, entre otras. También estuvo implicado en la batalla del estrecho de Surigao, el último enfrentamiento de la historia entre acorazados. Tras el fin del conflicto mundial el buque pasó a la flota de reserva estadounidense, donde permaneció hasta que fue desguazado en 1959.